# Riviera arcadienne
La Riviera arcadienne, en grec moderne : Αρκαδική Ριβιέρα / Arkadikí Riviéra, est la zone côtière du littoral de l'Arcadie, dans le Péloponnèse, en Grèce,,.

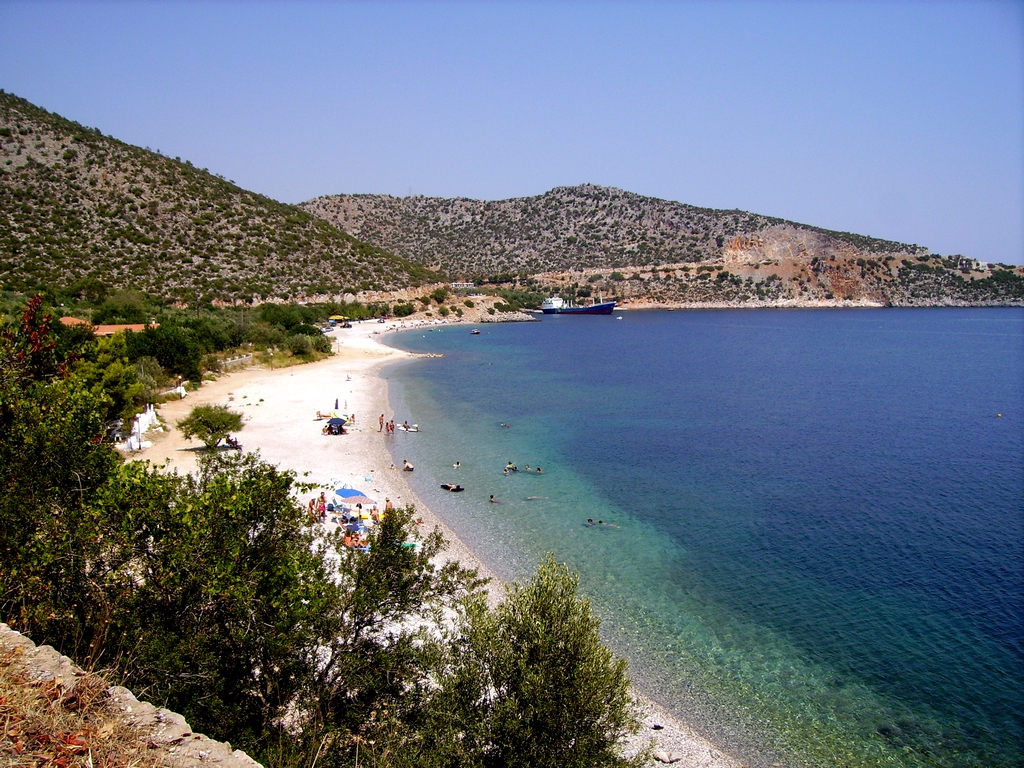
La plage de Kryonéri.
La côte et le village de Poúlithra.
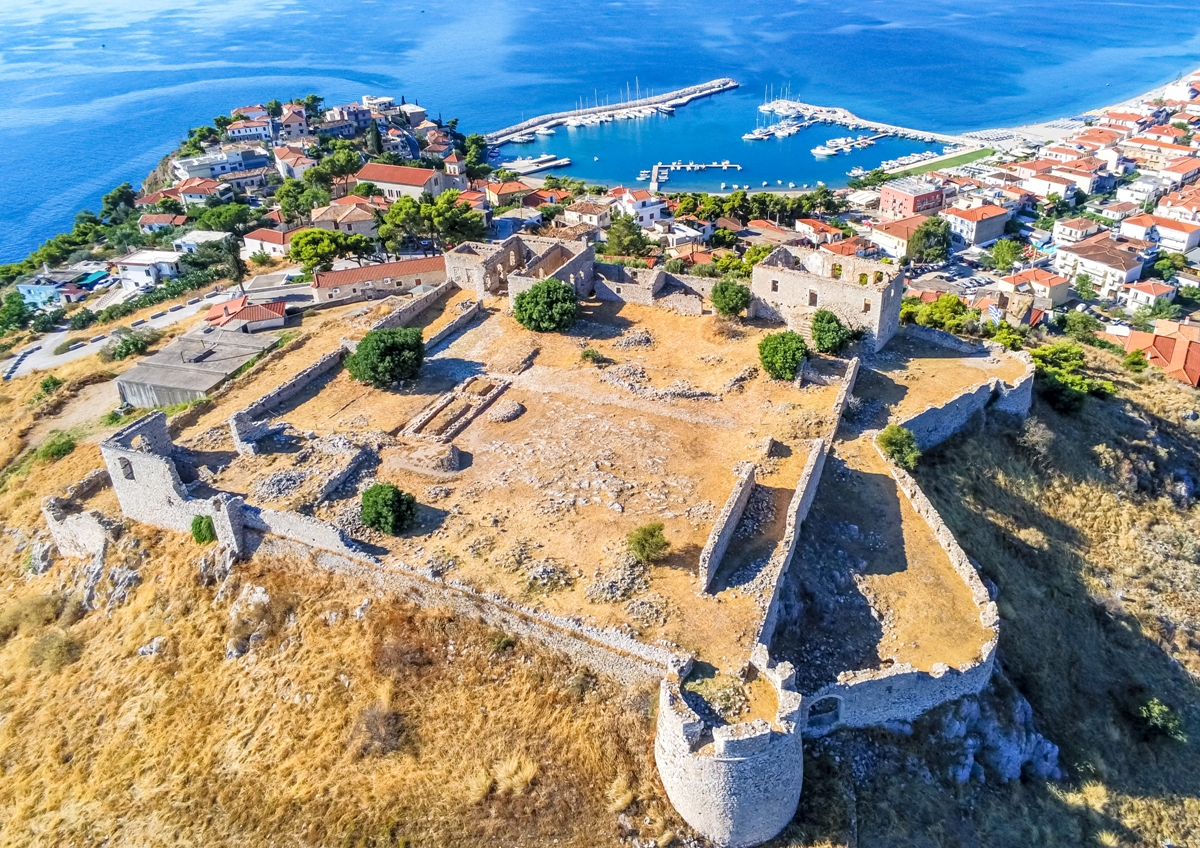
Le château de Parálio Ástros.